# 内韦
内韦（法語：Névez，法語發音：[neve]）是法国菲尼斯泰尔省的一个市镇，属于坎佩尔区。

## 地理
内韦（47°49'10"N, 3°47'33"W）面积25.37 平方千米，位于法国布列塔尼大區菲尼斯泰尔省，该省份为法国最西部的省份，位于布列塔尼半岛西部，北西南三面环大西洋，东临阿摩尔滨海省和莫尔比昂省。
与内韦接壤的市镇（或旧市镇、城区）包括：蓬塔旺、特雷甘。

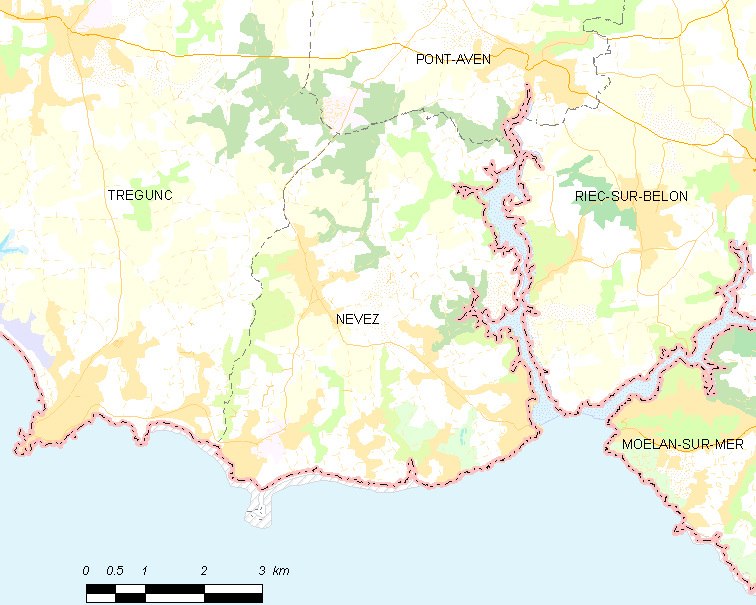
内韦的OSM定位图

内韦的时区为UTC+01:00、UTC+02:00（夏令时）。

## 行政
内韦的邮政编码为29920，INSEE市镇编码为29153。

## 政治
内韦所属的省级选区为滨海莫埃朗县。

## 人口

1962-2008年间内韦人口变化图示

内韦于2022年1月1日时的人口数量为2721人。